# Arpad Nemet
Arpad Nemet (mađ. Németh Árpád; Sombor, 1945) je mađarski isrpski reditelj.

## Biografija
Rođen je 1945. godine u Somboru. Osnovnu i srednju školu je završio u svom rodnom gradu. 1968. godine preselio se u Novi Sad gde je postao član novoosnovanog dopisništva Televizije Beograd. Kasnije 1970. Prelazi u redakciju Televizije Novi Sad. U dopisništvu i u novosadskoj televiziji radi kao filmski snimatelj. U to vreme upisuje se na Akademiju za kazališnu i filmsku umjetnost u Zagrebu, gde je diplomirao 1975 godine. Nedugo potom počinje da se bavi i režijom. Za to vreme snimio je i režirao preko stotina dokumentarnih filmova o događajima, znamenitim ljudima i umetnicima.
Kao snimatelj zapažene emisije su mu: „Stari ribar” (1972), „Statističari” (1974) To je i prvi televizijski film na magyarskom jeziku u Vojvodini. Zatim dokumentarni film o značajnom vojvođanskom sinaesti „Šandor Lifka” (1975), „Crni globus” (1975), „Sedam mađarskih balada” (1977), „Buda Brakusz” (1979), „Vera i Eržika” (1981), „Topola sa terase” (1981), „Bacač noževa” (1984)
Kao reditelj značajni projekti su mu: „Ljubavna poezija” (1980), Televizijska serija od šest polusatnih epizoda pod nazivom „Grimas” (1981), Dečiji film „Bumerang”. Dokumentarni film „Usiljeni marš” (1987) sniman je u kooprodukciji sa budimpeštansom televizijom M-1.
To je vrlo zapažen pojekat o d dva 45 minutna dokumentarna filma. Obrađuje poslednje dane logoraša Mikloša Radnotija znamenitog mađarskog pesnika. Film je nagrađen posebnom televizijskom nagradom „Nivo” u Budimpešti.
Za njegov rad se vezuju mnogobrojne dokumentarne i portretne emisije o značajnim umetnicima iz vojvođanske mađarske kulture. Da pomenemo Karolj Sirmai, Karolj Ač, Ištvan Nemet, Laslo Kopecki, Nandor Buranj, Jožef Pap, Ištvan Konc, Oto Tolnai, Ištvan Brašnjo, Laslo Gal, Šandor Bogdanfi, Mihalj Majtenji, DR Imre Bori, Janoš Herceg, Đerđ Sabo i mnogi drugi.
Bio je član Sekretarijata za kulturu i obrazovanje Izvršnog veća Vojvodine, zatim i Komisije za filmsko stvaralaštvo republike Srbije.
1985. Radio Televizija Novi Sad dodeljulje mu Plaketu sa poveljom za izuzetan doprinos u radu i razvoju TV Novi Sad.
Goidne 1985, Izabran je za predsednika Udruženja filmskih radnika Vojvodine. Početkom 2000. godine naglo mu se pogoršava vid i postaje član Saveza Slepih Novi Sad. Iste godine postaje urednik zvučnog časopisa na mađarskom jeziku „Viszhang” (Odjek).
Godine 2005, Režira prvu pozorisnu predstavu na ovim prostorima sa glumcima čiji je vid oštećen. Premijera predstave pod nazivom „Ko je u pravu?” izvedena je sa velikim uspehom u Beogradu u pozorištu Duško Radović.
Godine 2006, objavljuje knjigu pod naslovom „A kamera mögül” (Iza kamere) Ovo delo koje govori o pionirskim danima Televizije u vojvodini objavila je i Mađarska elektronska nacionalna biblioteka na svom sajtu u pisanoj i zvučnoj tehnici. (http//mek.oszk.hu/04700/04762)
2008 Režira drugu pozorišnu predstavu pod nazivom „Vrata” po tekstu Gobby Feher Đule, poznatog Vojvodjanskog pisca. Premijera je izvedena u Novom Sadu u SNP-u. Iste godine objavljuje drugu knjigu „P.P. Nemetovi” (http//mek.oszk.hu/06900/06904)
2009. Savez Slepih Srbije dodeljulje mu Diplomu za najolje rezultate pokazene u oblasti kulture te godine. Iste godine, Savez Slepih Vojvodine dodeljulje mu zahvalnicu kao izraz posebnog priznanja za doprinos na unapređenju rada, razvoja i afirmacije Saveza.
2010. Objavljuje zbirku novela pod nazivom „Priče i snovi”. To je njegova prva zbirka na srpskom jeziku. Mađarska nacionalna elektronska biblioteka i nju objavljuje na svom sajtu. Te iste godine objavljuje knjigu „Scenarijum” u kojoj su tekst za jednu pozorisnu predstavu i scenario za film.
Breskvica je Arpadova peta knjiga koja je, osim crnog tiska i u zvučnoj tehnici.
Šestu knjigu je objavio 2018 godine pod nazivom Snoviđenja koja je štampana dvojezično - Na Srpskom i na Mađarskom. Mađarski naziv tog dela je "Álmaim". Izdavač je Gradska organizacija slepih Novi Sad. Iste godine postao je član Društva književnika Vojvodine. 2021 idje roman pod nazivom Kamen - A Kő štampano dvojezično i iste godine izdaje u saradnji sa Organizaciom Slepih Novog Sada  Kamena kapija - A kőkapu u dvojezičnom izdanju. 2024 objavljuje roman u dva toma na mađarskom jeziku pod nazivom Ođečar monarhije (A Monarchia kéménysepröje).